# Hibi Chōchō
Hibi Chōchō (日々蝶々 Hibi Chouchou?, lit. mariposa diaria), también conocida como Daily Butterfly, es una serie de manga shōjo japonés escrita e ilustrada por Suu Morishita y publicadas por Shūeisha en su revista Margaret. El primer volumen salió a la venta el 25 de julio de 2012 y la serie finalizó con un total de doce volúmenes tankōbon, siendo el último publicado el 23 de octubre de 2015. El manga fue licenciado en España por Planeta Cómic, mientras que en Francia la serie está licenciada por Panini Cómics. La obra fue adaptada a un CD drama.

## Argumento
Luego de entrar en preparatoria, la extremadamente callada y hermosa Suiren Shibazeki se convierte inmediatamente en el centro de atención entre los chicos, pero uno particularmente no se fija en ella, Kōha Kawasumi, un tranquilo chico que es conocido como el campeón de karate de la escuela.
La historia de un tranquilo chico y una tranquila chica.

## Personajes
Suiren Shibazeki (柴石すいれん Shibazeki Suiren?)
Seiyū: Kana Hanazawa.
Es conocida en el instituto como Takane no hana (高嶺の花?  lit. flor en un alto pico), una frase que su significado se aproxima a "algo inalcanzable". Una hermosa pero callada chica que nunca le habla a nadie más que a su mejor amiga y a su familia, debido a su extrema timidez.
Kōha Kawasumi (川澄 Kawasumi Kouha?)
Seiyū: Ryōta Ōsaka.
Un tranquilo chico de lentes, que también es el campeón de karate escolar. El generalmente es taciturno con todo el mundo, pero especialmente con las chicas; esto lo da a conocer cuando se le confiesa Koharu el primer día de clases.
Aya Shimizu (清水あや Shimizu Aya?)
Seiyū: Miyuki Sawashiro.
La mejor amiga de Suiren y la única a la que habla al comienzo de las series, protegió a Suiren de todos los chicos que se le querían acercar desde la primaria.
Ryōsuke Takaya (高屋良祐 Takaya Ryousuke?)
Seiyū: Hiro Shimono.
El mejor amigo de Kōha, un enérgico y amigable chico que es miembro del club de karate y conoce a Kōha desde la infancia.
Koharu Shinkawa (新川小春 Shinkawa Koharu?)
Seiyū: Ami Koshimizu.
Koharu es una hermosa y extrovertida chica la cual se le confiesa a Kōha el primer día de clases, sin darse por vencida cuando éste la rechaza y continuando su lucha hasta que finalmente éste empieza su relación con Suiren.
Yuri Kodou (工藤ゆり Kodou Yuri?)
Seiyū: Risa Taneda.
Es la nueva amiga de Suiren y Aya, la cual conoce a Ryōsuke desde hace años, y luego de da a conocer que ésta estaba enamorada de Ryōsuke, justo cuando éste consigue novia.

## Contenido de la obra

### Manga
Este manga fue escrito e ilustrado por Suu Morishita, su publicación fue en la Margaret de Shūeisha, comenzando su publicación el 25 de julio de 2012 y finalizando el 23 de octubre de 2015, con un total de 12 volúmenes tankōbon.
En España la obra fue anunciada durante el XXIV Salón del Manga de Barcelona por Planeta Cómic bajo el título de Daily Butterfly. La serie también fue traducida al francés por la Editorial Panini, la cual publicó el primer volumen el  4 de febrero de 2015.

#### Volúmenes
- 1 (25 de julio de 2012)[6]
- 2 (22 de noviembre de 2012)[7]
- 3 (25 de marzo de 2013)[8]
- 4 (25 de junio de 2013)[9]
- 5 (25 de septiembre de 2013)[10]
- 6 (25 de diciembre de 2013)[11]
- 7 (25 de abril de 2014)[12]
- 8 (25 de julio de 2014)[13]
- 9 (25 de noviembre de 2014)[14]
- 10 (25 de marzo de 2015)[15]
- 11 (24 de julio de 2015)[16]
- 12 (23 de octubre de 2015)[17]

### Hibi Chōchō × Hirunaka no Ryūsei
El 2 de mayo de 2014 salió a la venta un crossover de Hibi Chōchō y Hirunaka no Ryūsei, siendo éste escrito e ilustrado por ambos autores, Suu Morishita y Mika Yamamori, fue publicado también en la Margaret de Shūeisha y su contenido fue un volumen el cual constaba de dos episodios, el primero fue llamado Hirunaka no Chōchō (ひるなかの蝶々 Hirunaka no Chouchou?) y el segundo Hibi Ryūsei (日々流星 Hibi Ryuusei?).

## Recepción
Se posicionó en el número 4 en la lista Kono Manga ga Sugoi! de 2014, esta fue una lista del top 20 de manga para lectores femeninos y estuvo en el número 9 en la lista de Cómics Recomendados por Empleados de Librerías Nacional de 2014. El manga también fue nominado para el Mejor Manga Shōjo en la trigesimoctava edición del Premio de Manga Kōdansha.
El volumen 4 ha vendido 42,419 copias desde el 29 de junio de 2013; el volumen 5 ha vendido 83,454 copias desde el 6 de octubre de 2013; el volumen 6 ha vendido 112,902 copias desde el 5 de enero de 2014. el volumen 7 alcanzó el puesto 16 el ranking semanal de manga de Oricon y, desde el 11 de mayo de 2014, ha vendido 162,618 copias; el volumen 8 alcanzó el décimo puesto y, desde el 3 de agosto de 2014, ha vendido 124,788 copias.